# Beuvillers (Meurthe-et-Moselle)
Beuvillers (deutsch: Bockweiler) ist eine französische Gemeinde mit 528 Einwohnern (Stand 1. Januar 2022) im Département Meurthe-et-Moselle in der Region Grand Est (bis 2015 Lothringen). Sie gehört zum Arrondissement Val-de-Briey und ist Mitglied im Gemeindeverband Communauté de communes Cœur du Pays-Haut. Die Bewohner werden Beuvillois und Beuvilloises genannt.

## Geografie
Beuvillers liegt 18 Kilometer westlich von Thionville an der Grenze zum Département Moselle. Nachbargemeinden sind Aumetz im Norden, Boulange im Osten, Sancy im Süden, Audun-le-Roman im Südwesten und Serrouville im Westen.

## Geschichte
Der Ort wurde 893 erstmals als Bovelicurt erwähnt, dann Buesweiler im Jahr 1544.

## Bevölkerungsentwicklung

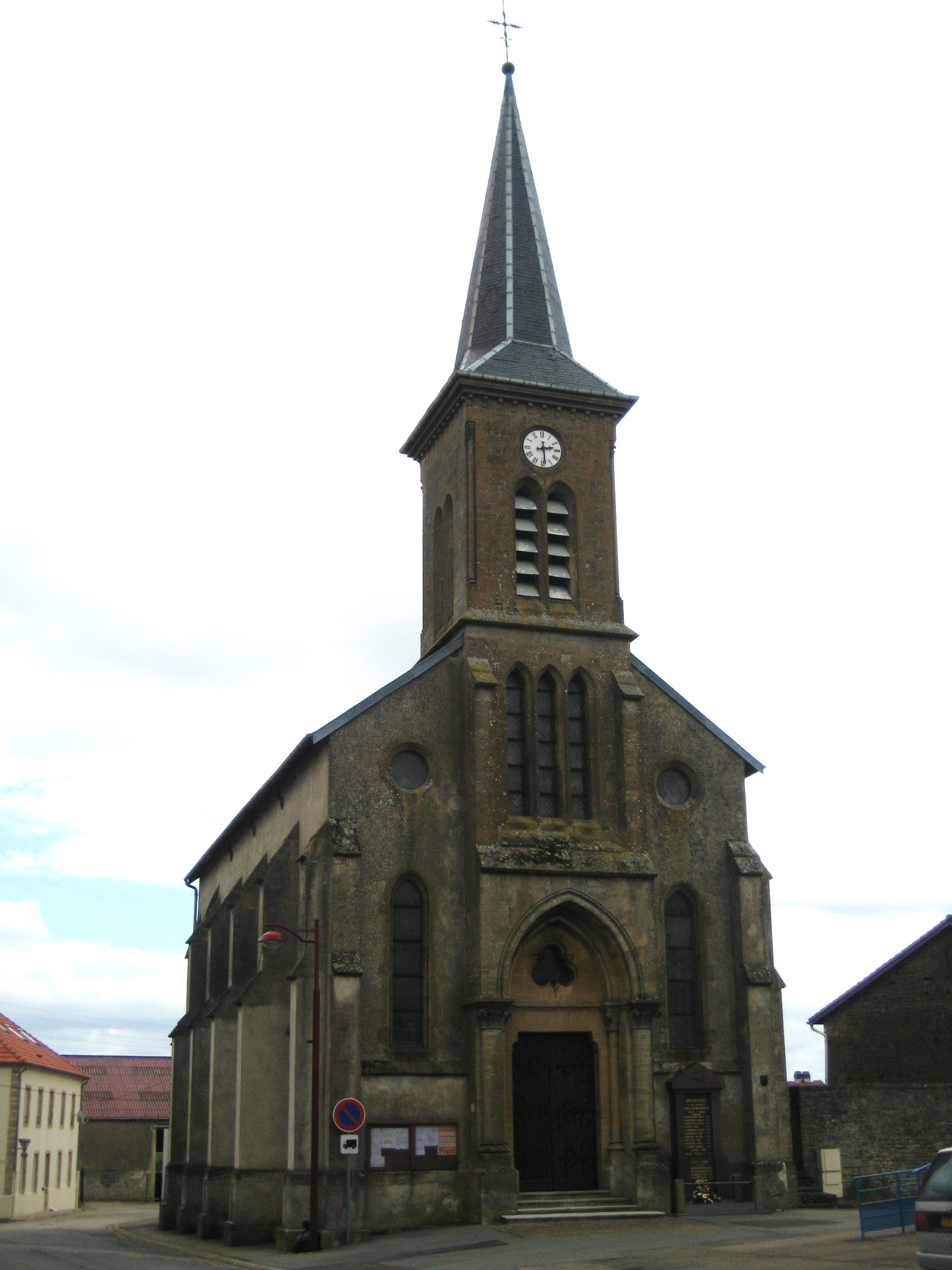
Pfarrkirche Assomption-de-la-Vierge

| Jahr                       | 1962 | 1968 | 1975 | 1982 | 1990 | 1999 | 2007 | 2019 |
| -------------------------- | ---- | ---- | ---- | ---- | ---- | ---- | ---- | ---- |
| Einwohner                  | 243  | 275  | 272  | 329  | 282  | 307  | 319  | 439  |
| Quellen: Cassini und INSEE |      |      |      |      |      |      |      |      |

## Sehenswürdigkeiten
- Pfarrkirche Assomption-de-la-Vierge mit Ursprüngen vermutlich aus dem 13. Jahrhundert